# Cumberland County, Virginia
Cumberland County är ett administrativt område i delstaten Virginia, USA, med 10 052 invånare. Den administrativa huvudorten (county seat) är Cumberland. 

## Geografi
Enligt United States Census Bureau har countyt en total area på 776 km². 773 km² av den arean är land och 3 km² är vatten.   

### Angränsande countyn
- Goochland County - nordost
- Powhatan County - öst
- Amelia County - sydost
- Prince Edward County - syd
- Buckingham County - väst
- Fluvanna County - nordväst